# Litherland
Litherland è una città di 22.971 abitanti del Regno Unito. Si trova nella contea del Merseyside a 290 km a nord ovest di Londra. Litherland si trova 22 metri sul livello del mare.
Si trova nel centro della regione del Nord Ovest dell'Inghilterra, nei pressi della foce del fiume Mersey, la costa del Mare d'Irlanda e la città di Liverpool - capoluogo della contea.
Il clima è moderato. La temperatura media è di 8 °C. Il mese più caldo è luglio, a 20 °C, e il più freddo gennaio, a 0 °C.
Litherland era un centro di addestramento per i Royal Welch Fusiliers durante la prima guerra mondiale..

## Galleria d'immagini

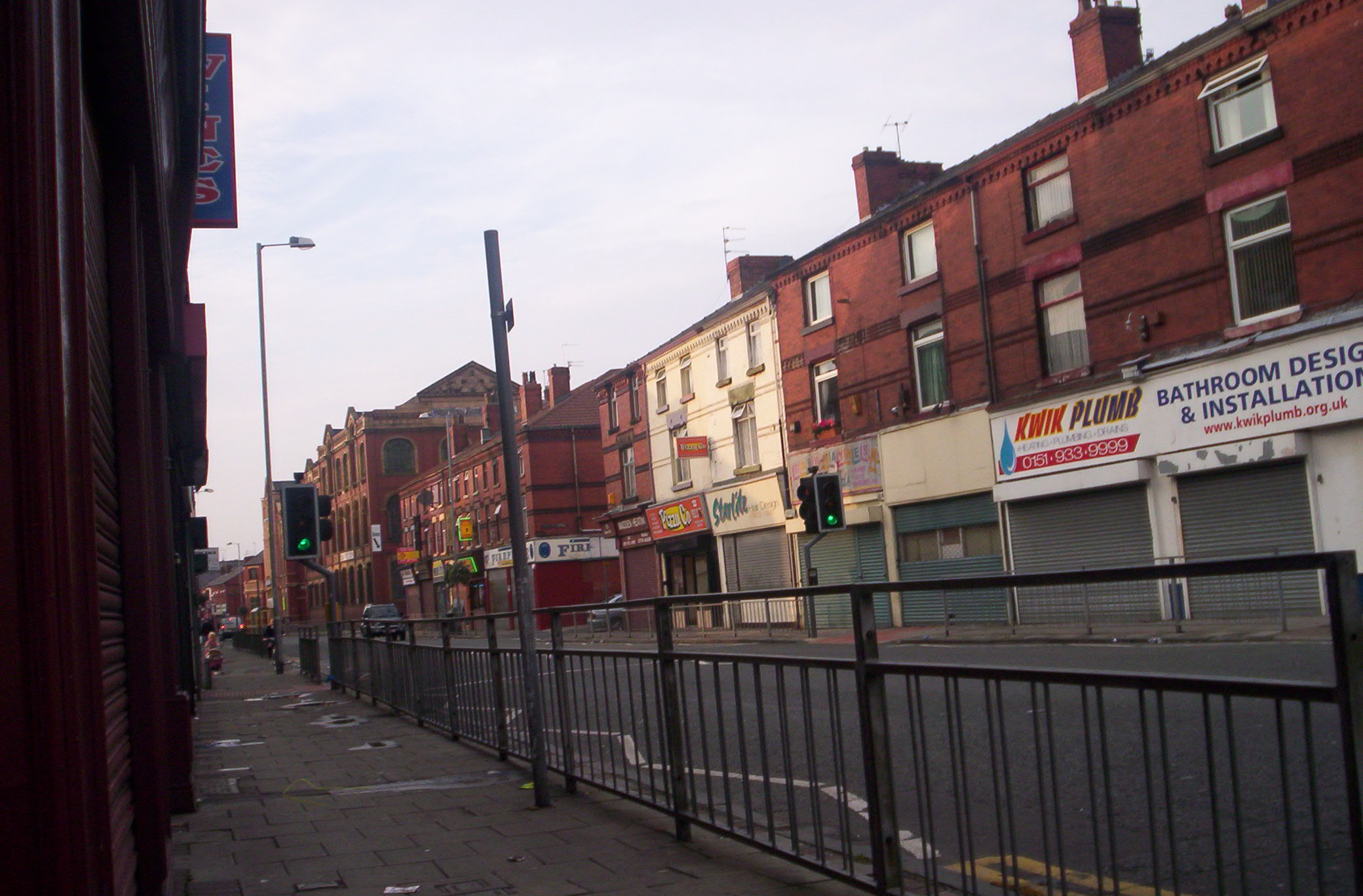
Linacre Road a Litherland. Di fronte a Bootle verso l'incrocio con Bridge Road, dove si trova il pub Red Lion.
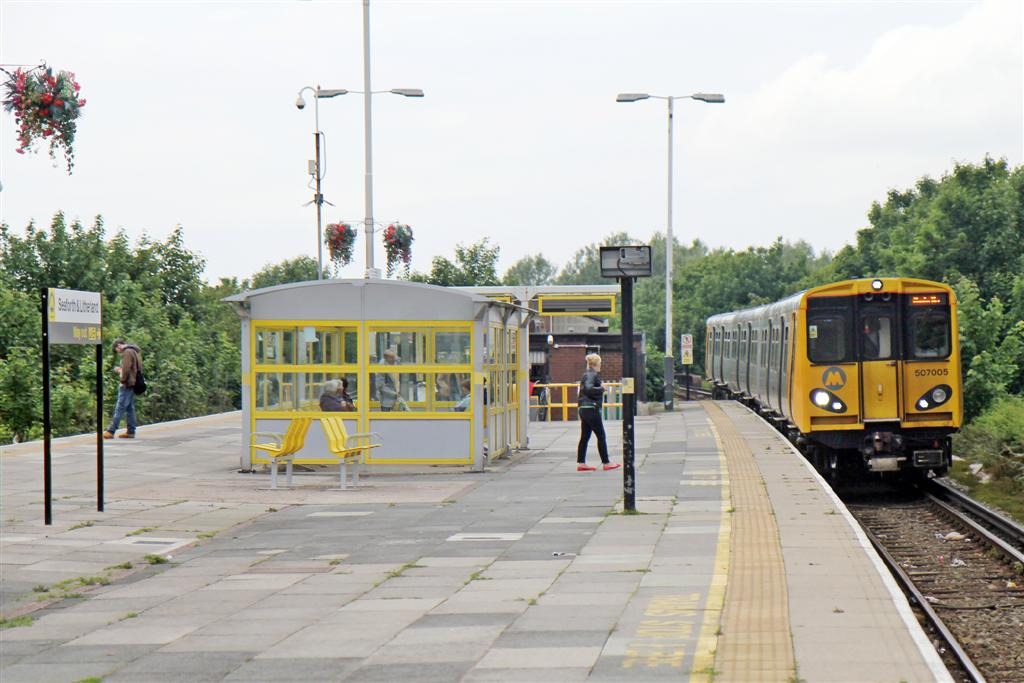
Stazione ferroviaria di Litherland.
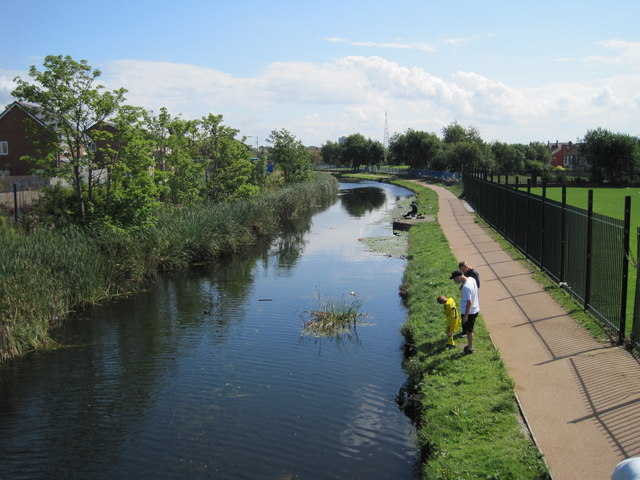
Leeds-Liverpool Canal a Litherland.